# Partido de la Revolución Guatemalteca
El Partido de la Revolución Guatemalteca  se creó en junio de 1952 durante la Revolución de Guatemala de 1944 para unir los partidos no comunistas que apoyaban al gobierno de Jacobo Árbenz. Estos incluyen el Frente Popular Libertador, el Partido Renovación Nacional, Partido Acción Revolucionaria, y el Partido Socialista. El Partido Guatemalteco del Trabajo era parte de la oposición a este partido, temiendo que aumentaría su influencia en el gobierno. El PAR y el PRN se retiraron más tarde. A pesar de que el PRG continuó en existencia hasta el derrocamiento del Presidente Árbenz, falló su propósito original de detener la influencia comunista y obtener una voz predominante en el gobierno de Árbenz. Se disolvió después del golpe de Estado de 1954.